# Otogiriso
Otogirisō (яп. 弟切草 Отогирисо:, слово, означающее вид цветов Зверобой прямостоящий) — видеоигра в жанре визуальной новеллы и ужасов, разработанная и изданная Chunsoft для приставки Super Famicom в 1992 году. Сюжет игры рассказывает о протагонисте, чьё имя придумывается игроком, и его девушке Нами, которые попали в аварию и потерялись в лесу. После этого они оказываются в особняке в западном стиле, внутри которого они встречают мумифицированного человека в коляске, который быстро исчезает как только погас свет. Исследуя особняк дальше, они сталкиваются с другими необъяснимыми явлениями, и выясняют, что Нами имеет связь с этим местом и его прошлыми обитателями. По ходу игры игрок делает различные выборы, влияющие на развитие сюжета. При повторных прохождениях в выборах открываются новые опции и появляются новые сюжетные ветви.
Разработка игры началась после финансового успеха Dragon Quest с целью привлечь новую аудиторию, для чего Chunsoft создала упрощённую игру, в которой игрок продвигается по сюжету, выбирая различные сюжетные ветви. Разработчики назвали жанр этой игры Sound Novel (с англ. — «Звуковая Новелла»). После релиза на Super Famicom рецензенты из Weekly Famitsu посчитали, что оценить игру сложно, но порекомендовали её поклонникам приключенческих игр. В январе 1993 года журнал GAME Pia включил Otogiriso в свой список лучших игр 1992 года. Было продано примерно 300 тыс. копий игры.
По мотивам Otogiriso в 1992 году была создана радиопостановка, а в 2001 году снята экранизация. В 1999 году для PlayStation вышел ремейк игры под названием Otogirisō Soseihen (яп. 弟切草　蘇生篇 Отогирисо: Сосэйхэн, перевод: Возрождение Otogirisō), а в 2016 году была выпущена игра Kirigirisō, основанная на Otogiriso. Вместе с ещё одной визуальной новеллой от Chunsoft, Kamaitachi no Yoru, Otogiriso оказала прямое влияние на визуальные новеллы того времени благодаря своему уникальному формату: текст располагался поверх иллюстрированных фонов, а не в отдельных текстовых окнах. Этот стиль впоследствии стал образцом для подобных игр, таких как Shizuku (1996) и Kizuato (1996) от Leaf.
Хотя игра вышла только в Японии и за её пределами не выпускалась, в 2024 году её неофициально перевела на английский язык группа энтузиастов.

## Игровой процесс

Игрок может влиять на развитие сюжета, выбирая текстовые варианты

Otogiriso является звуковой новеллой — термин, который, как описала исследовательница Ребекка Кроуфорд, использовался в отношении визуальных новелл Chunsoft XX века. После главного меню игроку даётся на выбор 3 слота сохранения, графически оформленных в виде книжных закладок. Выбрав один из них, игрок вводит имя протагониста, состоящее не более чем из 6 символов. Прогресс автоматически сохраняться после прочтения каждой страницы.
Игрок движется по сюжету читая текст, в некоторые моменты совершая выбор из предложенных вариантов действий. Повествование сопровождается иллюстрированными фонами (иногда анимированными), а также музыкой и звуками, такими как скрипы дверей, шаги, крики и так далее. Помимо выборов, игрок может отматывать текст обратно, возвращаясь к уже прочитанным страницам.

Игра отслеживает, сколько раз игрок достиг определённой концовки и сколько выборов он сделал. При повторных прохождениях игры, в зависимости от того, сколько раз игрок прошёл игру, сюжет незначительно меняется и в выборах появляются новые варианты. 

## Сюжет
Сюжет игры развивается в зависимости от выборов игрока. Помимо этого, при повторных прохождениях меняется сценарий игры, что означает изменение главной темы сюжета и намерений персонажей. Например, в одном прохождении всё сводится к матери Нами, которая из-за неудачных отношений решает отомстить своей дочери, в другом Наоми из-за разлуки со сестрой приобретает экстрасенсорные способности, в ещё одной герои по всему особняку видят растерзанные трупы животных и позже преследуются огромным рыбообразным чудовищем и так далее. Тем не менее, есть общая для всех сценариев последовательность основных событий.
Протагонист едет по лесной дороге вместе со своей девушкой Нами. Она спрашивает о цветах, растущих вдоль дороги, и главный герой объясняет, что это зверобои или же «отогирисо». Он рассказывает, что слово «отогирисо» состоит из трёх кандзи (弟切草), означающих «брат», «рубить», «цветы», и символизирует месть.
Начинается дождь. Внезапно у машины отказывают тормоза, мимо неё проносится встречная машина, протагонист совершает аварийную остановку. Никто из героев не пострадал, но их машину разбивает дерево, сваленное молнией.
Герои идут по тропинке из зверобоев и приходят к особняку в западном стиле. На них нападают дикие животные, из-за чего они врываются в особняк одним из предложенных путей, например, протаранив дверь или разбив окно. Внутри они оказываются в большой комнате, погружённой в полную тишину, где из примечательного есть только мутный аквариум, в котором что-то булькает, и доспехи, которые либо незаметно шевелятся, либо исчезают.
Они пытаются найти кого-нибудь из жильцов, но безуспешно. Внезапно сверху раздаётся шум, они идут на его источник и попадают в плохо освещённую комнату. Дверь за ними закрывается, перед ними предстаёт мумия пожилой женщины в инвалидном кресле, после чего гаснет свет, начинает раздаваться скрип инвалидного кресла и герои убегают обратно в прихожую. Придя в себя, они ещё раз осматривают комнату где была мумия и находят дневник, чья последняя страница залита кровью. Они решают сбежать из особняка, но по различным причинам у них это не получается.
Исследуя особняк дальше, герои продолжают сталкиваться со странностями и необъяснимыми явлениями: звонок от телефона с перерезанным проводом, заколоченная гвоздями дверь, летающие пылающие души, ритуальная комната, комната с проектором, показывающим изображение зверобоя. Они приходят на кухню и там слышат крик, после чего идут на источник. Оказалось, что звук, похожий на крик, на деле издавала дверь, раскачивающаяся от ветра. Они выходят и оказываются на заднем дворе, где находят теплицу, в которой растут зверобои. 
Поскольку одежда Нами на улице испачкалась, они решают найти душевую и по очереди помыться. Найдя её, они замечают, что вода в душе слишком горячая. Главный герой находит водонагреватель и уменьшает температуру на нём. Сначала моется Нами, затем протагонист. Нами куда-то пропадает, герой идёт на её поиски.
Дальнейшие события сильно зависят от выборов и сценария. Как правило, в большинстве случаев Нами начинает вспоминать, что жила в этом особняке вместе со своей матерью и сестрой Наоми, но из-за трагичных событий её разлучили с ними. Начинает появляться Наоми, которая, как правило, враждебна к героям. В большинстве концовок происходит взрыв водонагревателя, после чего протагонист и Нами спасаются из охваченного пламенем разрушающегося особняка.

## Разработка
Chunsoft анонсировала игру в апреле 1991 года, параллельно разрабатывая Dragon Quest V. Руководитель разработки игры Коити Накамура, ранее участвовавший в разработке первых 3 игр серии Dragon Quest, вспоминал, что в то время он встречался с девушкой, которая не играла в видеоигры. Когда она попробовала сыграть в игры Накамуры, то признавалась, что не понимает ни самих игр, ни того, что в них должно быть весёлого. Это привело Накамуру к идеи, что он должен создать такую игру, которая понравилась бы людям, незнакомым с видеоиграми. Он задумался о создании текстового приключения, но в итоге решил, что такой формат всё ещё слишком сложен для новой аудитории. В итоге Накамура решил, что может создать ещё более упрощённую игру за счет использования системы выборов: игрок читает историю и делает выбор в ключевых моментах, что давало определённый уровень интерактивности. Он посчитал, что так получится игра, в которую «кто угодно сможет сыграть, и, возможно, это приведет его к другим играм в будущем». Оригинальную историю и сценарий к игре написал сценарист, писатель и телеведущий Сюкэй Нагасака, идея о возможности игрока переключаться между сюжетными линиями также принадлежит ему.
В отличие от более ярких комедийных экшен и фэнтези игр того времени, над которыми ранее работал Накамура, Otogiriso является хоррором с реалистичным сеттингом. Накамура отметил, что на решение создать хоррор-игру повлияла игра Sweet Home 1989-о года, сказав: «Тогда не существовало настоящих хоррор-игр. Но как раз когда я задумался о создании Otogiriso, Capcom выпустили Sweet Home. Эта игра была действительно интересна тем, что она была настолько страшной, что не хотелось продолжать играть. Я тоже захотел создать опыт, где бы игрок был слишком напуган, чтобы нажать кнопку для продолжения истории».
Поскольку цена игры составила около 8800 японских иен, что примерно равнялось цене десяти книг, в игре было сделано несколько повествовательных линий. По словам Накамуры, истории в Otogiriso в итоге оказались больше, чем они изначально представляли, что затруднило тестирование — было трудно проследить, правильно ли развивается повествование и срабатывают ли звуковые эффекты в нужные моменты.
Первоначально игра выглядела как текст на фоне бумаги с редкими анимациями, однако, когда игра была впервые показана на торговой выставке Nintendo Space World, то дистрибьюторы и журнальные компании заявили, что игру будет трудно продавать без большего графического разнообразия. В итоге для игры нарисовали около 20 фонов.

## Выпуск

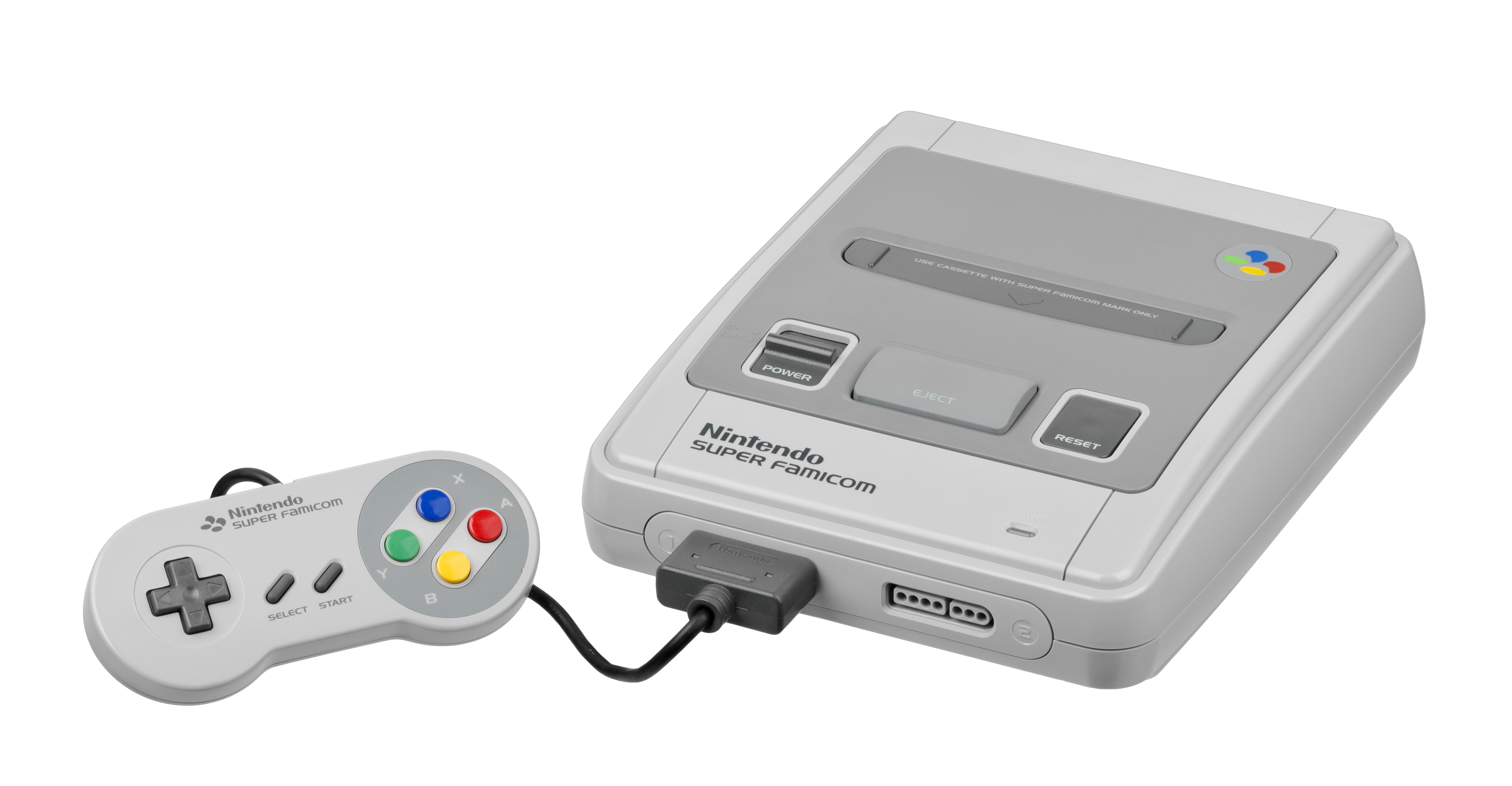
Первоначально Otogiriso вышла для Super Famicom.

Otogiriso была выпущена для приставки Super Famicom 7 марта 1992 года только в Японии. Она стала первой игрой Chunsoft, которую они не только разработали, но и самостоятельно издали, когда как ранее они полагались в этом вопросе на такие компании, как Enix. Журналистом Super Play Риком Хейнсом продажи игры были описаны как «довольно высокие». Накамура сказал, что изначально игра разошлась тиражом примерно в 120 тыс. экземпляров и позже с юмором добавил, что в то время ему хотелось более высоких показателей. В конечном итоге продажи игры перевалили отметку в более 300 тыс. единиц. 28 августа 2007 года игра получила цифровой релиз в японском Virtual Console для Wii, а 30 июля 2014 года и для Wii U.
23 июля 1998 года Chunsoft анонсировала, что выпустит ремейк Otogiriso как часть цикла Sound Novel Evolution (サウンドノベル・エボリューション Саундо Нобэру Эборю:сён, дословно — «Эволюция Звуковых Новелл») вместе с Kamaitachi no Yoru (1994) и Machi (1998). Эта версия игры была названа Otogiriso Soseihen и содержала обновлённые звуковые эффекты, графику и возможность играть за Нами. В октябре Chunsoft объявила, что выпуск игры будет отложен, а в феврале 1999 года назначила дату выхода игры на 25 марта. В интервью от 2006 года Накамура заявил, что продажи версии игры для PlayStation составили около 100 тыс. копий. В сентябре 2011 года цифровая копия Otogiriso Soseihen стала доступна в японском PlayStation Store.

## Приём
| Иноязычные издания  | Иноязычные издания          | Иноязычные издания          |
| Издание             | Оценка                      | Оценка                      |
| Издание             | PS                          | SNES                        |
| ------------------- | --------------------------- | --------------------------- |
| Dengeki PlayStation | - 80/100 - 85/100           |                             |
| Weekly Famitsu      | - 8/10 - 7/10 - 8/10 - 7/10 | - 6/10 - 6/10 - 7/10 - 6/10 |

В январе 1993 года игровой журнал GAME Pia включил Otogiriso в свой список лучших игр 1992 года.
Оценивая оригинальный релиз на Super Famicom, 4 обозревателя из Weekly Famitsu заявили, что Otogiriso будет весьма противоречивым проектом, и признались, что оценить игру было трудно. Два обозревателя посчитали, что в игре слишком много сюжетных линий, в то время как остальные два порекомендовали игру поклонникам фильмов и ужасов. Один из рецензентов назвал игру одним из лучших релизов недели, уточнив, что она подойдёт тем, кому нравятся приключенческие игры. Ютака Ногути из Weekly Famitsu поздее дал игре отдельный комментарий, где похвалил возможность отыгрыша характера протагониста от застенчивого до комичного и счёл инновационной систему, при которой с каждым прохождением открываются новые варианты развития сюжета; графику он назвал примитивной, что, по его словам, придаёт игре характер «необычайно сдержанной постановки». Хотя Ногути посчитал, что игра больше напоминает роман, чем видеоигру, он всё же похвалил Otogiriso, заявив, что независимо от того, как её воспримут, она делает шаг вперёд в игровом дизайне, что уже требует смелости.
В статье об японских играх в журнале Nintendo Power, анонимный автор оставил комментарий: «Для американских геймеров, массово раскупивших быстрые экшен-игры, концепт мистического видео-романа может показаться довольно чуждым, в то время как искушённые японские игроки, которых мы опросили, посчитали это интересной новшеством и отметили, что отличное звуковое сопровождение сделало игру особенной». Джереми Пэриш в статье на Polygon рассмотрел Otogiriso в 2018 году, заявив, что её «можно было бы счесть не более чем цифровой версией старых книг „Выбери себе приключение“ из 80-х, однако взрослый стиль повествования в сочетании со зловещей атмосферой, создаваемой графикой и музыкой, выделяет эту игру на фоне всего, что выходило раньше».
Рассматривая обновленную версию для Playstation, 4 обозревателя из Weekly Famitsu отметили, что обновлённая графика сделала игру страшнее, а также оценили возможность играть с точки зрения Нами. Двое обозревателей из журнала Dengeki PlayStation высказали схожее мнение. Баг Кодзи заявил, что обновлённая Otogiriso стало его выбором в качестве лучшей игры в трилогии Sound Novel Evolution.

## Наследие
В последнем квартала 1992 года начали появляться адаптации Otogiriso в другие формы медиа. Так, музыка из игры была записана Токийским мемориальным оркестром и выпущена на компакт-дисках компанией Warner Music Japan. 5 декабря по японскому спутниковому радио транслировалась радиопостановка по мотивам игры. 27 января 2001 года в Японии вышла одноимённая экранизация игры, которая позже была дублирована на русский язык под названием «Обитель страха» и на английский как St. John's Wort.
В книге Юсукэ Коямы «История японской игровой индустрии» (англ. History of the Japanese Video Game Industry) написано, что хотя в конце 1980-х в Японии вышло много приключенческих игр, после 1989 года их число резко сократилось — вышло всего несколько игр с мистической тематикой или с персонажами из аниме и манги. Популярность жанра в Японии вернулась после выхода Otogiriso и вдохновлённых ею последующих игр для PC. Хотя игры в виде романа существовали в Японии на ПК ещё с выхода DOME (1988), Кояма указал, что именно Otogiriso и Kamaitachi no Yoru от Chunsoft оказали прямое влияние на визуальные новеллы своего времени. Это касалось, в частности, формата подачи текста — не в отдельном окне для диалогов, а поверх иллюстрированного фона, что, как отметил академик Ко Он Чан, позволяло размещать на экране больше текста, усиливая эффект погружения благодаря звуковым эффектам и иллюстрациям. Этот стиль стал образцом для похожих игр, таких как Shizuku и Kizuato от Leaf.  Дзиро Исии — разработчик, работавший в Chunsoft над игрой 428: Shibuya Scramble (2008) заявил, что Otogiriso создала новую структуру для приключенческих игр, которую он назвал «циклической» (яп. ループ構造): в отличие от игр с линейным повествованием, таких, как The Portopia Serial Murder Case (1983) и Snatcher (1988), эта структура предлагала разветвлённое повествование, где сюжет развивается в разных направлениях в зависимости от выбора игрока. Впоследствии подобный подход стал использоваться в ряде других игр.
Новая игра, вдохновлённая Otogiriso, была анонсирована в октябре 2016 года под названием Kirigirisō. Игровой сценарий написал автор Danganronpa: Kirigiri Китаяма Такэкуни. В игре появляется персонаж Кёко Киригири из серии Danganronpa. Выход игры состоялся в ноябре 2016 года для компьютеров под управлением Windows.
6 марта 2024 года для игры вышла неофициальная английская локализация от Translated.games.

### Сноски
1. 1 2 3 4  Extension, Time. 32 Years On, Spike Chunsoft's First Game Has Been Translated Into English (брит. англ.). Time Extension (6 марта 2024). Дата обращения: 20 августа 2025.
2. 1 2  Мануал Otogirisou, 1992, p. 2.
3. ↑  Кроуфорд, 2021, p. 169.
4. 1 2  Мануал Otogirisou, 1992, p. 3.
5. ↑  Мануал Otogirisou, 1992, p. 7.
6. ↑  Мануал Otogirisou, 1992, p. 6.
7. ↑  Мануал Otogirisou, 1992, p. 10.
8. 1 2 3 4  すべては『ドアドア』から始まった――チュンソフト30周年のすべてを中村光一氏と振り返るロングインタビュー【前編】 | ゲーム・エンタメ最新情報のファミ通.com (яп.). ファミ通.com (8 июня 2014). Дата обращения: 20 августа 2025.
9. 1 2 3 4  Parish, Jeremy. Making a game in the world’s busiest crosswalk: The story behind 428 (англ.). Polygon (17 декабря 2018). Дата обращения: 20 августа 2025.
10. 1 2  Inc, Aetas. イシイジロウ氏ら第一線で活躍するクリエイターがアドベンチャーゲームを語り尽くす！――「弟切草」「かまいたちの夜」から始まった僕らのアドベンチャーゲーム開発史（前編） (яп.). 4Gamer.net. Дата обращения: 20 августа 2025.
11. 1 2 3  Gantayat, Anoop. Gaming Life in Japan (англ.). IGN (10 июля 2006). Дата обращения: 20 августа 2025.
12. ↑  MSX・FAN, 1994, p. 23.
13. 1 2 3  Хейнс, 1994, p. 17.
14. 1 2  業界に一石を投じたジャンル"サウンドノベル"を今一度振り返る. ねとらぼ (яп.). Архивировано 29 декабря 2019. Дата обращения: 20 августа 2025.
15. ↑  VC 弟切草. www.nintendo.co.jp. Дата обращения: 20 августа 2025.
16. ↑  弟切草 | Wii U | 任天堂. 任天堂ホームページ. Дата обращения: 20 августа 2025.
17. ↑  Сандайко 2014.
18. 1 2  Chunsoft 2000.
19. 1 2  Chunsoft.
20. 1 2  Famitsu-Chunsoft.
21. ↑  Баг Кодзи, 1999.
22. ↑  Sony Computer Entertainment.
23. 1 2  Баг Кодзи, 1999, p. 141.
24. ↑  Famitsu-Chunsoft, 1999.
25. 1 2 3  Фамибо, Мидзуно, Морисита, Тюдзи, 1992, p. 36.
26. ↑  Сайто Ёсико, 1993.
27. 1 2 3  Ногути Ютака, 1992.
28. ↑  Nintendo Power, 1994.
29. ↑  Game Music, 1992.
30. ↑  WF-Radio, 1992.
31. ↑  Гэлбрейт IV Стюарт, 2008, p. 417.
32. ↑  Тони Тимпоне, 2002, p. 60.
33. ↑  Кояма, 2023, p. 58.
34. ↑  Кояма, 2023, p. 146.
35. ↑  Чан, Ко Он, 2023, p. 122.
36. ↑  ジャイアント黒田, 2016.

### Печатные источники
- 弟切草: 取扱説明書 (яп.). — Chunsoft, 1992.
- «脚本 - 長坂 秀佳 - 麻野 一哉 - 山崎 修 - 都築 孝史» — Chunsoft, Otogirisō. Изд. Chunsoft. Super Famicom (7 марта 1992).
- «作曲 - 三俣 千代子» — Chunsoft, Otogirisō. Изд. Chunsoft. Super Famicom (7 марта 1992).
- «制作・監督 中村 光一» — Chunsoft, Otogirisō. Изд. Chunsoft. Super Famicom (7 марта 1992).
- 弟切草 蘇生篇 (яп.). Chunsoft. Дата обращения: 26 ноября 2024. Архивировано 12 декабря 2000 года.
- 週間ファミ通 99/4/2号 (яп.). Chunsoft (2 апреля 1999). Дата обращения: 26 ноября 2024. Архивировано 12 декабря 2000 года.
- 過去の履歴 (яп.). Chunsoft (2000). Дата обращения: 29 ноября 2024. Архивировано 2 марта 2000 года.
- ゲーム職人 (яп.) // MSX・FAN[яп.]. — Tokuma Shoten Intermedia, 1994. — 8月.
- Only in Japan: Games That Never Made it to America (англ.) // Nintendo Power. — Nintendo of America, 1994. — January (vol. 56). — ISSN 1041-9551.
- 弟切草 蘇生篇 (яп.). Sony Computer Entertainment. Дата обращения: 27 ноября 2024. Архивировано 25 сентября 2011 года.
- Broadcast (яп.) // Weekly Famitsu. — ASCII Corporation, 1992. — 15 12月 (第210数).
- Чан, Ко Он. From Fantasy to Trauma: Sound and Sex in School Days // The Intersection of Animation, Video Games, and Music: Making Movement Sing (англ.). — Routledge, 2023. — ISBN 9781000871067.
- Кроуфорд, Ребекка (Spring 2021). The Sound of Visual Novels. Mechademia: Second Arc. 13 (2). University of Minnesota Press. doi:10.5749/mech.13.2.0169. ISSN 2152-6648.
- Фамибо Тофуя, Мидзуно, Морисита Марико, Тюдзи Джорджо. New Games Cross Review (яп.) // Weekly Famitsu. — ASCII Corporation, 1992. — 13 3月 (第169数).
- Гэлбрейт IV, Стюарт. The Toho Studios Story: A History and Complete Filmography (англ.). — Scarecrow Press, 2008. — ISBN 978-1461673743.
- Хейнс, Рик. Fantasy Quest (англ.) // Super Play. No 5.. — Future Publishing, 1994. — January. — ISSN 0966-6192.
- Кояма, Юсукэ. History of the Japanese Video Game Industry (англ.). — Springer Nature, 2023. — ISBN 978-981-99-1341-1.
- Game Music (яп.) // Шаблон:Ill. — 1992. — 12月.
- Ногути, Ютака. Software Impression ソフ トウ ェ ア イ ンプ レッ ショソ (яп.) // Weekly Famitsu. — ASCII Corporation, 1992. — 1 5月. — 第36 頁.
- サウンドノベル・エボリューション1 - 弟切草 蘇生篇 (яп.) // Dengeki PlayStation. — ASCII Media Works, 1999. — 26 3月 (第101巻).
- Сайто, Ёсико. 1992 Best Game Catalog (яп.) // GAMEぴあ. — Шаблон:Ill, 1993. — 1 1月 (第3巻).
- Сандайко, Сэкай Сандай. 『街』への想いから昨今のインディーゲームまで――チュンソフト30周年のすべてを中村光一氏と振り返るロングインタビュー【後編】 (яп.). Famtisu (9 июня 2014). Дата обращения: 28 ноября 2024. Архивировано 10 июня 2014 года.
- Тимпоне, Антони. Fantasia: Enter the Fest (англ.) // Fangoria. — 2002. — April (no. 211). — P. 60. — ISSN 0164-2111.
- ジャイアント黒田. 『弟切草』ファンだからこそできた『霧切草』。『ダンガンロンパ霧切』も手掛ける、ミステリ作家・北山猛邦氏インタビュー (яп.) // Famitsu. — 2016. — 19 11月. Архивировано 22 ноября 2016 года.